# Monarque ruché
Arses laurealis
Espèce
Statut de conservation UICN

 LC  : Préoccupation mineure
Le Monarque ruché (Arses laurealis) est une espèce d'oiseaux de la famille des Monarchidae.
Il réside dans le nord de la péninsule du cap York.